# Туризм на Островах Питкэрн
Туризм — крупный источник доходов Островов Питкэрн. Редко посещаемые и необитаемые внешние острова Питкэрна — Хендерсон, Дюси и Оэно — предлагают морякам и туристам возможность полюбоваться нетронутой природой.
Туризм предоставляет Питкэрну возможности для большей экономической устойчивости как для государственного, так и для частного секторов. Местное население Питкэрна всё больше осознаёт возможности, предоставляемые туризмом, будь то предоставление жилья для проживания в семье или продажа красивой резьбы по дереву местного производства, ювелирных изделий и сувениров, товаров Питкэрна, таких как футболки и кепки, марки, монеты и открытки и особенно медовые продукты.
Валовые продажи туристам оцениваются в размере от 6 000 до 10 000 $ на семью в год. Услуги по проживанию на дому также приносят значительный доход многим участвующим домохозяйствам — в общей сложности почти 40 000 $ в сезоне 2015—2016 годов.

## План развития
В 2011—2012 гг. был согласован Стратегический план развития туризма. Правительство Великобритании выделило деньги для поддержки его первоначальной реализации. План основан на принципах устойчивого развития туризма на острове.

## Круизный туризм
Неотъемлемой частью круизного сезона для питкэрнцев является возможность продать свои поделки и диковинки. В последние годы все большее внимание уделяется продажам этих продуктов через Интернет.
Жители острова делают резьбу по дереву, в том числе такие фигурки, как акулы, дельфины, киты, черепахи и коврики, в то время как женщины плетут корзины, вееры, шляпы и циновки, а также раскрашивают высушенные листья-«шляпки». Природные ресурсы, такие как дерево миро и листья пандана служат сырьём для различных изделий для резьбы и ткачества.
Около 12 круизных лайнеров в настоящее время останавливаются на острове Питкэрн в год, примерно половина из которых разрешает своим пассажирам высадиться.
С 1990 года ежегодный прирост пассажиропотока в круизной индустрии составляет 7 %. Это самый быстрорастущий сектор индустрии туризма в южной части Тихого океана. Туризм на круизных лайнерах — привлекательный вариант развития для островов, особенно тех, на которых нет условий для обслуживания большого количества туристов, приезжающих с ночёвкой.
Питкэрн в основном классифицируется операторами круизных судов как пункт назначения для «круизов», и лишь небольшой процент пассажиров приземляется на острове. Суда бросают якорь в глубокой воде у залива Баунти, и когда вода достаточно спокойная, пассажиров переправляют на берег на местных длинных лодках. Небольшие экспедиционные суда, такие как Clipper Odyssey, несут собственное судно Zodiac и могут безопасно доставлять пассажиров на берег. Суда Shorenumbers ограничены для тех, кто физически активен и готов к путешествию.
Оказавшись на суше, посетители могут совершить экскурсию по Адамстауну, увидеть сады, музей и церковь, а также купить диковинки и поделки на рынке. Сувениры Питкэрна включают резьбу, плетёные изделия, мёд, сухофрукты, украшения, расписные листья, марки, плёнки и книги. Жители острова также посещают круизные лайнеры, чтобы продать товары тем пассажирам, которые не могут совершить поездку на берег.

## Рыбалка
У Островов Питкэрн есть большая Исключительная экономическая зона протяжённостью 842 000 км. Она расположен в восточной части Тихого океана, в которой Межамериканская комиссия по тропическому тунцу несёт ответственность за сохранение тунца и других морских ресурсов и управление ими. В расчёте на душу населения у питкэрнцев наблюдается изобилие морепродуктов, однако небольшой внутренний рынок и удалённость от любых международных рынков ограничивают возможности для извлечения выгоды из этих ресурсов.
Традиционно для жителей острова рыбалка являлась средством существования, за исключением нерегулярных продаж круизным лайнерам и яхтам. Питкэрнцы в основном ловят рыбу и омаров для собственного потребления и для подарков семье и друзьям.

## Пчеловодство
В 1998 году правительство Великобритании профинансировало проект пчеловодства. При постоянной технической поддержке производство мёда было успешным, и мёд с Питкэрна может быть доставлен почти в любую страну мира благодаря его свободному статусу лечения болезней и эффективным протоколам экспортной сертификации.
Мёд реализуется Кооперативом производителей Острова Питкэрн (PIPCO), созданным в 1999 году для продвижения и координации экспорта в основном в Великобританию и США. Члены организации могут продавать свой мёд напрямую PIPCO или туристам, а также по прямым заказам через Интернет.

## Сельское хозяйство
Сельское хозяйство также имеет важное значение для Островов Питкэрн, но в основном для целей существования из-за удалённости от ближайшего международного рынка и строгих требований биобезопасности экспорта. Рынок фруктов и овощей имеет ограниченные возможности, главным образом, из-за проходящих мимо судов и круизных лайнеров.